# Rony Seikaly
Ronald Fred Seikaly, detto Rony (in arabo روني صيقلي‎?; Beirut, 10 maggio 1965), è un ex cestista libanese naturalizzato statunitense, professionista nella NBA e in Spagna.

## Carriera
Nato in Libano, ma in possesso di cittadinanza statunitense, Rony Seikaly inizia a praticare il basket alla Syracuse University nello stato di New York.
Nel 1988, i Miami Heat lo portano nella NBA nel ruolo di centro. Nel 1990 la NBA gli assegna il titolo di giocatore più migliorato dell'anno.
Nel 1994, viene acquistato dai Golden State Warriors dove resta per due stagioni e mezzo prima di passare agli Orlando Magic. In seguito - stagione 1997-98 - il previsto passaggio agli Utah Jazz non andrà a buon fine, in quanto non supererà alcuni test fisici. Verrà invece ingaggiato dai New Jersey Nets. Nel 2001 si ritira dalle competizioni sportive.

## Statistiche

### NCAA
| Anno      | Squadra         | PG  | PT | MP   | TC%  | 3P% | TL%  | RP  | AP  | PRP | SP  | PP   |
| --------- | --------------- | --- | -- | ---- | ---- | --- | ---- | --- | --- | --- | --- | ---- |
| 1984-1985 | Syracuse Orange | 31  | -  | 25,0 | 54,2 | -   | 55,8 | 6,4 | 0,4 | 0,4 | 1,9 | 8,1  |
| 1985-1986 | Syracuse Orange | 32  | -  | 27,3 | 54,7 | -   | 56,3 | 7,8 | 0,5 | 0,8 | 3,0 | 10,1 |
| 1986-1987 | Syracuse Orange | 38  | -  | 27,9 | 56,8 | 0,0 | 60,0 | 8,2 | 0,9 | 0,7 | 2,1 | 15,1 |
| 1987-1988 | Syracuse Orange | 35  | -  | 31,0 | 56,6 | -   | 56,8 | 9,6 | 0,6 | 0,7 | 2,4 | 16,3 |
| Carriera  | Carriera        | 136 | -  | 27,9 | 56,0 | 0,0 | 57,6 | 8,0 | 0,6 | 0,6 | 2,3 | 12,6 |

### NBA

#### Stagione regolare
| Anno      | Squadra       | PG  | PT  | MP   | TC%  | 3P%  | TL%  | RP   | AP  | PRP | SP  | PP   |
| --------- | ------------- | --- | --- | ---- | ---- | ---- | ---- | ---- | --- | --- | --- | ---- |
| 1988-1989 | Miami Heat    | 78  | 62  | 25,2 | 44,8 | 25,0 | 51,1 | 7,0  | 0,7 | 0,6 | 1,2 | 10,9 |
| 1989-1990 | Miami Heat    | 74  | 72  | 32,6 | 50,2 | 0,0  | 59,4 | 10,4 | 1,1 | 1,1 | 1,7 | 16,6 |
| 1990-1991 | Miami Heat    | 64  | 59  | 33,9 | 48,1 | 33,3 | 61,9 | 11,1 | 1,5 | 0,8 | 1,3 | 16,4 |
| 1991-1992 | Miami Heat    | 79  | 78  | 35,4 | 48,9 | 0,0  | 73,3 | 11,8 | 1,4 | 0,5 | 1,5 | 16,4 |
| 1992-1993 | Miami Heat    | 72  | 64  | 34,1 | 48,0 | 12,5 | 73,5 | 11,8 | 1,4 | 0,5 | 1,2 | 17,1 |
| 1993-1994 | Miami Heat    | 72  | 60  | 33,5 | 48,8 | 0,0  | 72,0 | 10,3 | 1,9 | 0,8 | 1,4 | 15,1 |
| 1994-1995 | G.S. Warriors | 36  | 35  | 28,8 | 51,6 | -    | 69,4 | 7,4  | 1,3 | 0,6 | 1,0 | 12,1 |
| 1995-1996 | G.S. Warriors | 64  | 60  | 28,3 | 50,2 | 66,7 | 72,3 | 7,8  | 1,1 | 0,6 | 1,1 | 12,1 |
| 1996-1997 | Orlando Magic | 74  | 68  | 35,3 | 50,7 | 0,0  | 71,4 | 9,5  | 1,2 | 0,7 | 1,4 | 17,3 |
| 1997-1998 | Orlando Magic | 47  | 47  | 31,6 | 44,1 | 0,0  | 75,4 | 7,6  | 1,5 | 0,5 | 0,8 | 15,0 |
| 1997-1998 | N.J. Nets     | 9   | 2   | 16,9 | 31,7 | -    | 59,3 | 4,0  | 0,9 | 0,3 | 0,4 | 4,7  |
| 1998-1999 | N.J. Nets     | 9   | 0   | 9,8  | 20,0 | -    | 38,9 | 2,3  | 0,2 | 0,4 | 0,7 | 1,7  |
| Carriera  | Carriera      | 678 | 607 | 31,6 | 48,4 | 18,8 | 67,9 | 9,5  | 1,3 | 0,7 | 1,3 | 14,7 |

#### Play-off
| Anno     | Squadra       | PG | PT | MP   | TC%  | 3P% | TL%  | RP   | AP  | PRP | SP  | PP   |
| -------- | ------------- | -- | -- | ---- | ---- | --- | ---- | ---- | --- | --- | --- | ---- |
| 1992     | Miami Heat    | 3  | 3  | 39,0 | 54,3 | -   | 75,0 | 10,0 | 1,3 | 0,3 | 1,7 | 20,7 |
| 1994     | Miami Heat    | 5  | 3  | 33,0 | 43,8 | -   | 56,5 | 9,4  | 1,6 | 0,8 | 1,4 | 8,2  |
| 1997     | Orlando Magic | 3  | 3  | 28,7 | 31,8 | -   | 71,4 | 5,3  | 0,0 | 0,3 | 1,0 | 6,3  |
| 1998     | N.J. Nets     | 3  | 0  | 12,3 | 77,8 | -   | 66,7 | 3,0  | 0,0 | 0,3 | 0,0 | 6,0  |
| Carriera | Carriera      | 14 | 9  | 28,9 | 48,0 | -   | 67,6 | 7,3  | 0,9 | 0,5 | 1,1 | 10,0 |

#### Massimi in carriera
- Massimo di punti: 40 vs Chicago Bulls (13 febbraio 1990)[1]
- Massimo di rimbalzi: 34 vs Washington Bullets (3 marzo 1993)
- Massimo di assist: 6 (4 volte)
- Massimo di palle rubate: 4 (3 volte)
- Massimo di stoppate: 8 vs New Jersey Nets (7 novembre 1989)
- Massimo di minuti giocati: 53 vs New York Knicks (14 marzo 1991)

## Palmarès

### Squadra
- Liga catalana: 1

Barcellona: 2000

### Individuale
- NBA Most Improved Player (1990)